# Shakila
Shakila (em persa: شکیلا) é uma cantautora iraniano-americana que reside em San Diego, Califórnia. É uma artista internacional que se apresentou em vários idiomas, como o persa, curdo, inglês, turco, hindi e espanhol. Tem sido vencedora de um Prémio da Academia de Música persa em 2006 e de um Prémio da Música Global em 2015. Shakila tem publicado mais de vinte álbuns em língua persa, bem como numerosos álbuns em inglês. Ela essencialmente canta a respeito da espiritualidade, do amor, da paz e do despertar. As letras das suas canções são inspiradas em Rumi e outros grandes poetas. É também um membro oficial com direito a voto nos Prémios Grammy.

## Carreira
Shakila começou a sua carreira profissional à idade de nove anos quando foi convidada a apresentar um programa de televisão iraniano. Mais tarde, mudou-se para San Diego, onde estudou música no Colégio Palomar. Shakila lançou o seu álbum de estreia titulado Kami Ba Man Modaaraa Kon em 1990. O seu segundo álbum, Geryeh Dar Ragbar, foi lançado em 1992.
Em 1993, Shakila assinou com a empresa de discos persa, Taraneh Records, e lançou o seu terceiro álbum Gheybate Noor.
De 1997 a 2008, fez parte da empresa musical Caltex Records de Los Angeles e publicou mais de oito álbuns com eles. Em 2013, fundou a sua própria marca discográfico Shakila Enterprises. Tem publicado mais de dez singles na sua marca discográfica.
Em 2014, lançou o single Treasure Within que atingiu a máxima posição de #1 em várias listas de Billboard. O seu álbum 11:11 City of Love (11:11 Cidade do Amor) foi lançado em 2015. Esteve mais de 43 semanas no #1 em vários gráficos em Billboard.
Em 2016, lançou o seu álbum Splashing Tears  (Salpicando Lágrimas) que também conseguiu atingir a posição número 1 nas listas Billboard por várias semanas.
Shakila tem ganho o Prémio da Academia de Música persa em 2006 e Prémio da Música Global no ano 2015. Tem também sido nomeada, duas vezes, aos Hollywood Music in Média Awards.

## Prémios
- Persian Music Academy Award - (2006)
- Global Music Awards - (2015)[4]
- Hollywood Music in Média Awards - duas nomeações
- One World Music Awards - nomeada(2015)